# Рор (Пфаффенхофен-ан-дер-Ильм)
Рор (нем. Rohr, бав. Roa) — небольшая деревня, находящаяся в земле Бавария в Германии. Относится к общине Рорбах, расположенному в районе Пфаффенхофен-ан-дер-Ильм, входящем в административный округ Верхняя Бавария. Население по данным 2007 года 160 человек.
Расположена деревня в холмистой местности вблизи реки Ильм, славится красивыми крестьянскими усадьбами. В деревне есть церковь, построенная в 1879 году.